# Landschaftsschutzgebiet Südgeorgsfehner Moor
Das Landschaftsschutzgebiet Südgeorgsfehner Moor ist ein Landschaftsschutzgebiet auf dem Gebiet des Landkreises Leer im Nordwesten des Bundeslandes Niedersachsen. Es trägt die Nummer LSG LER 00002. Als untere Naturschutzbehörde ist der Landkreis Leer für das Gebiet zuständig.

## Beschreibung des Gebiets
Das am 13. Mai 2009 ausgewiesene Landschaftsschutzgebiet umfasst eine Fläche von 6,9 Quadratkilometern und liegt in der Gemeinde Uplengen.
Es gehört zum Naturraum „Ostfriesische Zentralmoore“ und befindet sich im südlichen Bereich des Lengener Moores. Das Südgeorgsfehner Moor wird überwiegend landwirtschaftlich als Grünland genutzt.

## Schutzzweck
Wesentlicher Schutzzweck sind die „Erhaltung des Landschaftscharakters, die Entwicklung des offenen Hochmoorgrünlandes sowie die Sicherung der Leistungsfähigkeit des Naturhaushaltes. Das Gebiet soll für Arten und Lebensgemeinschaften des Sekundärlebensraumes Hochmoor unter Berücksichtigung der bestehenden Torfmächtigkeiten als Hochmoorgrünland erhalten und optimiert werden. Gleichzeitig soll es als Wiesenvogellebensraum gesichert und entwickelt werden.“